# 43.M Zrínyi I
43.M Zrínyi I (węg. 43.M Zrínyi rohamagyu) – węgierskie działo pancerne z okresu II wojny światowej, bazowane na podwoziu i konstrukcji haubicy 40/43.M Zrínyi II i uzbrojone w armatę 43.M o kalibrze 75 mm i długości lufy 43 kalibrów (L/43). Zbudowano tylko jeden prototyp.